# Anneliese Junker

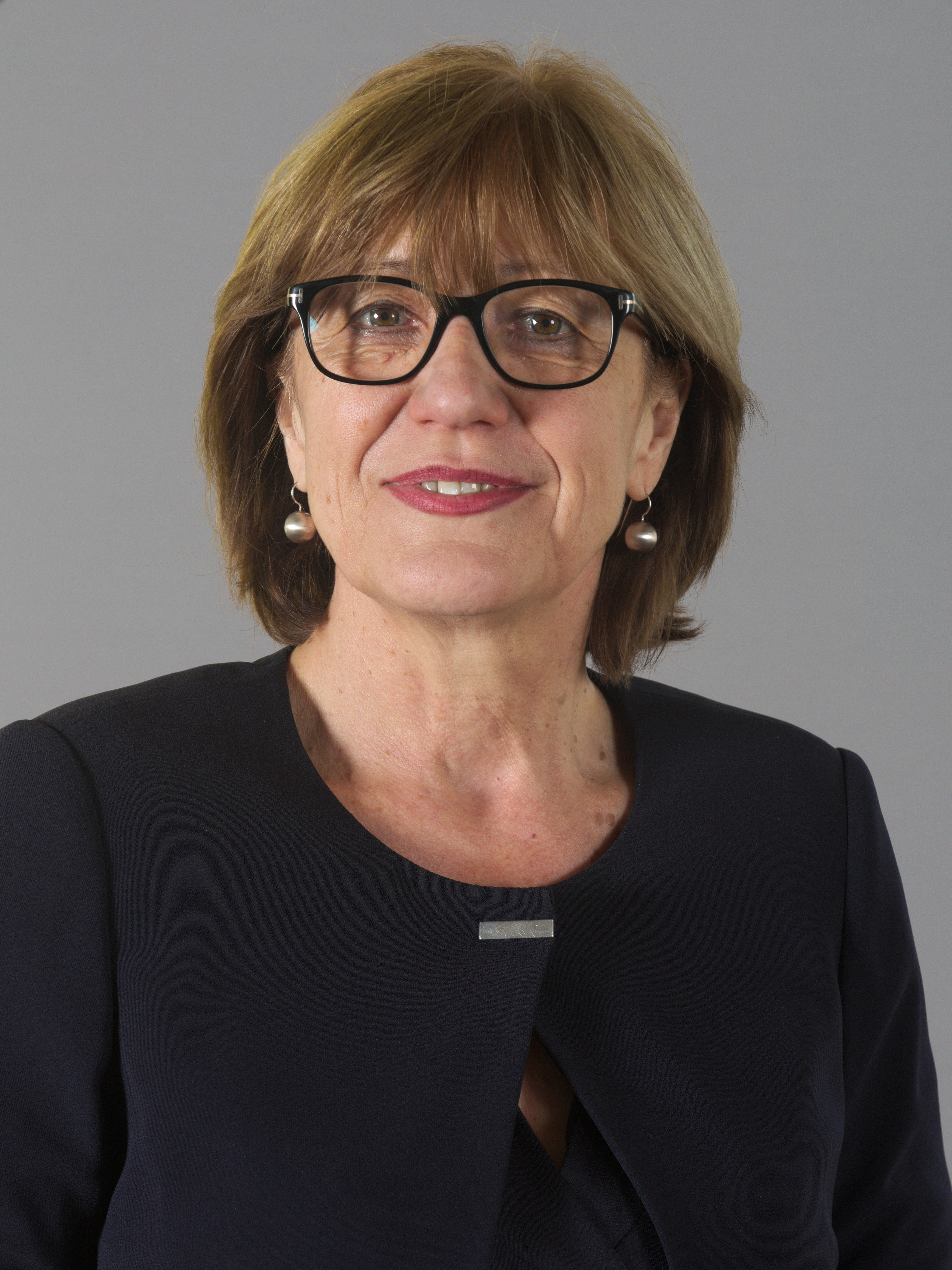
Anneliese Junker (2017)

Anneliese Junker (* 25. Dezember 1954 in Innsbruck) ist eine österreichische Politikerin (ÖVP). Sie war von 1999 bis 2008 Abgeordnete zum Tiroler Landtag und von 2008 bis 2018 Mitglied des Bundesrats.

## Ausbildung und Beruf
Anneliese Junker besuchte zwischen 1961 und 1966 die Volksschule in Rinn und wechselte danach bis 1970 an die Hauptschule von Hall in Tirol. Danach begann Junker eine kaufmännische Lehre, die sie 1973 abschloss. In den 1980er Jahren bildete sich Junker durch einen Finanzbuchhalterkurs 1984/85 und einen Bilanzbuchhalterkurs 1985/86 weiter. 
Junker absolvierte ihre Lehre bei der Firma S. Pümpel und Söhne, einem Bauunternehmen. Sie war bis 1985 als Lohnverrechnerin und Buchhalterin bei dieser Firma beschäftigt. Seit 1985 arbeitet sie als Bilanzbuchhalterin und Leiterin der Buchhaltung und Lohnverrechnung bei der Firma Gessler & Co. KG.

## Politik

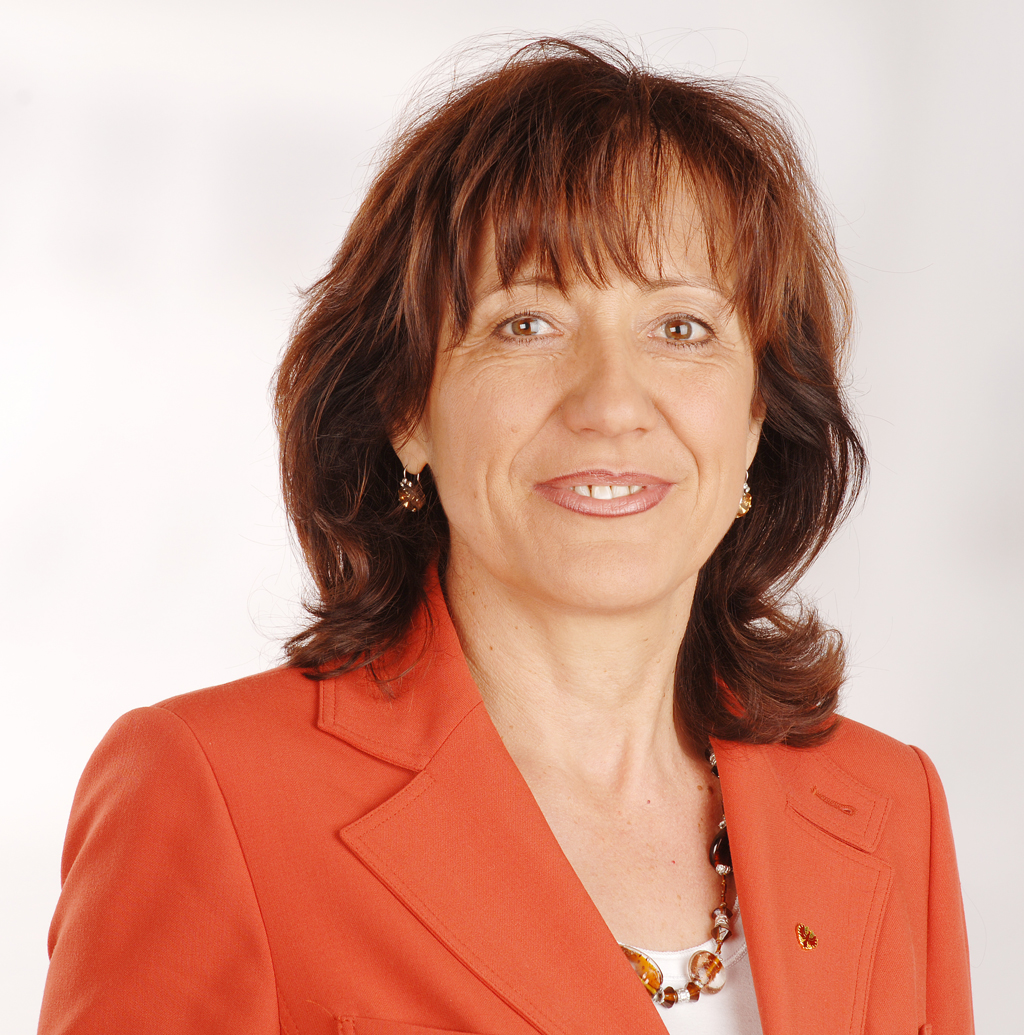
Anneliese Junker (2008)

Anneliese Junker ist seit 1992 Mitglied im Gemeinderat von Rinn und war von 1998 bis 2003 Mitglied des Gemeindevorstands. Seit 1993 ist sie zudem Gemeindeparteiobfrau der ÖVP, von 1998 bis 2002 war sie Bezirksobfrau von "Wir Tiroler Frauen". Junker ist seit 2002 Bezirksobfrau des Österreichischen Wirtschaftsbundes im Bezirk Innsbruck-Land. Zudem ist sie Obfrau der Initiative „Frauen helfen Frauen“.
Ab dem 30. März 1999 war sie Abgeordnete zum Tiroler Landtag, wobei sie 1999 über den Landeswahlvorschlag und 2003 über den Kreiswahlvorschlag Innsbruck-Land gewählt wurde. Junker schied nach der Landtagswahl 2008 aus dem Landtag aus, nachdem sie keinen sicheren Listenplatz erhalten hatte. Nach ihrem Ausscheiden am 1. Juli 2008 aus dem Landtag wurde sie jedoch noch am selben Tag vom Landtag zur Bundesrätin gewählt. Nach der Landtagswahl in Tirol 2018 schied sie aus dem Bundesrat aus. Im April 2019 folgte ihr Cornelia Hagele als Bezirksobfrau des Wirtschaftsbundes Innsbruck-Land nach.

## Auszeichnungen (Auszug)
- 2014: Großes Silbernes Ehrenzeichen für Verdienste um die Republik Österreich